# Bopyroides cluthae
Bopyroides cluthae är en kräftdjursart som först beskrevs av Scott 1902.  Bopyroides cluthae ingår i släktet Bopyroides och familjen Bopyridae. Inga underarter finns listade i Catalogue of Life.